# Летний пейзаж
«Летний пейзаж»— абстрактная картина русского художника Василия Кандинского, написанная в 1909 году и хранящаяся в Русском музее в Санкт-Петербурге, Россия.

## Описание
Осенью 1908 года в творчестве Кандинского начинается новый этап. Вместе со своей многолетней спутницей Габриеле Мюнтер по приглашению Алексея Явленского и Марианны Верёвкиной он живёт в Мурнау-ам-Штеффельзе, в небольшом селении в Баварских Альпах, в 50 километрах от Мюнхена, Бавария. Произведения художника этих лет свидетельствуют о знакомстве с произведениями французских фовистов, увиденными им незадолго до этого в Париже. «Летний пейзаж», как и другие, написанные в Мурнау, отличает повышенная активность цвета, преследующая не сходство с натурой, а отражение эмоции художника. Им соответствует известная приблизительность объёмов и контуров, которые имеют тенденцию если не полной независимости от природного мотива, то к большей свободе, что предшествовало у Кандинского зарождению абстрактных композиций. Кривые, текущие тёмными контурами, словно плавят очертания предметов, появляются фрагменты, в которых наложение цветовых пятен делает предметное изображение неразличимым, а живопись многослойной и рельефной. Так, на переднем плане слева Кандинский покрывает зелёными мазками оранжево-красную плоскость. Цветовые пятна разного размера создают ощущение ритма и масштаба. В ярком мире палящих контрастов привычные пространственные планы спорят между собой, врезаясь и отталкивая друг друга. Пейзажные мотивы теряют самодостаточность, уступая место красочной и фактурной выразительности.